# Wonderwall (groupe)
Pour les articles homonymes, voir Wonderwall.
Wonderwall est un groupe de musique pop allemand. À l'origine les membres de cette formation musicale étaient, Kati (Kathrin Schauer), eLa (Daniela Förstel) et Jule (Julia Beck).

## Discographie

### Albums
- Witchcraft (2002)
- What Does It Mean? (2003)
- Come Along (2004)

### Singles
- Witchcraft (2001)
- Who Am I? (2001)
- Just More (2002)
- In April (2002)
- Witchcraft 2003 (2003)
- (One More) Song For You (2003)
- Silent Tears (2004)
- Touch the Sky (2004)
- Losin´ You (2005)
- This is Christmas (2009)
- Me and the City (2011)